# Lacurile Tașaul - Corbu
Lacurile Tașaul - Corbu alcătuiesc o zonă protejată (arie de protecție specială avifaunistică - SPA) situată în Dobrogea, pe teritoriul administrativ al județului Constanța.

## Localizare
Aria naturală se află în extremitatea central-estică a județului Constanța (în Podișul Dobrogei), pe teritoriul administrativ al orașului Năvodari și comunelor Corbu și Mihail Kogălniceanu, în imediata apropiere de drumul național DN22, care leagă municipiul Tulcea de satul Lumina.

## Descriere
Zona a fost declarată Arie de Protecție Specială Avifaunistică prin Hotărârea  de Guvern nr. 1284 din 24 octombrie 2007 (privind declararea ariilor de protecție specială avifaunistică ca parte integrantă a rețelei ecologice europene Natura 2000 în România) și se întinde pe o suprafață de 2.701 hectare.
Aria protejată (încadrată în bioregiune geografică pontică și stepică ce înglobează lacurile Tașaul și Corbu) reprezintă o zonă naturală (râuri, lacuri, mlaștini, turbării, terenuri arabile cultivate) ce asigură condiții de hrană, cuibărit și viețuire pentru mai multe specii de păsări migratoare, de pasaj sau sedentare enumerate în anexa I-a a Directivei Consiliului European 2009/147/CE din 30 noiembrie 2009, privind conservarea păsărilor sălbatice.

## Avifaună

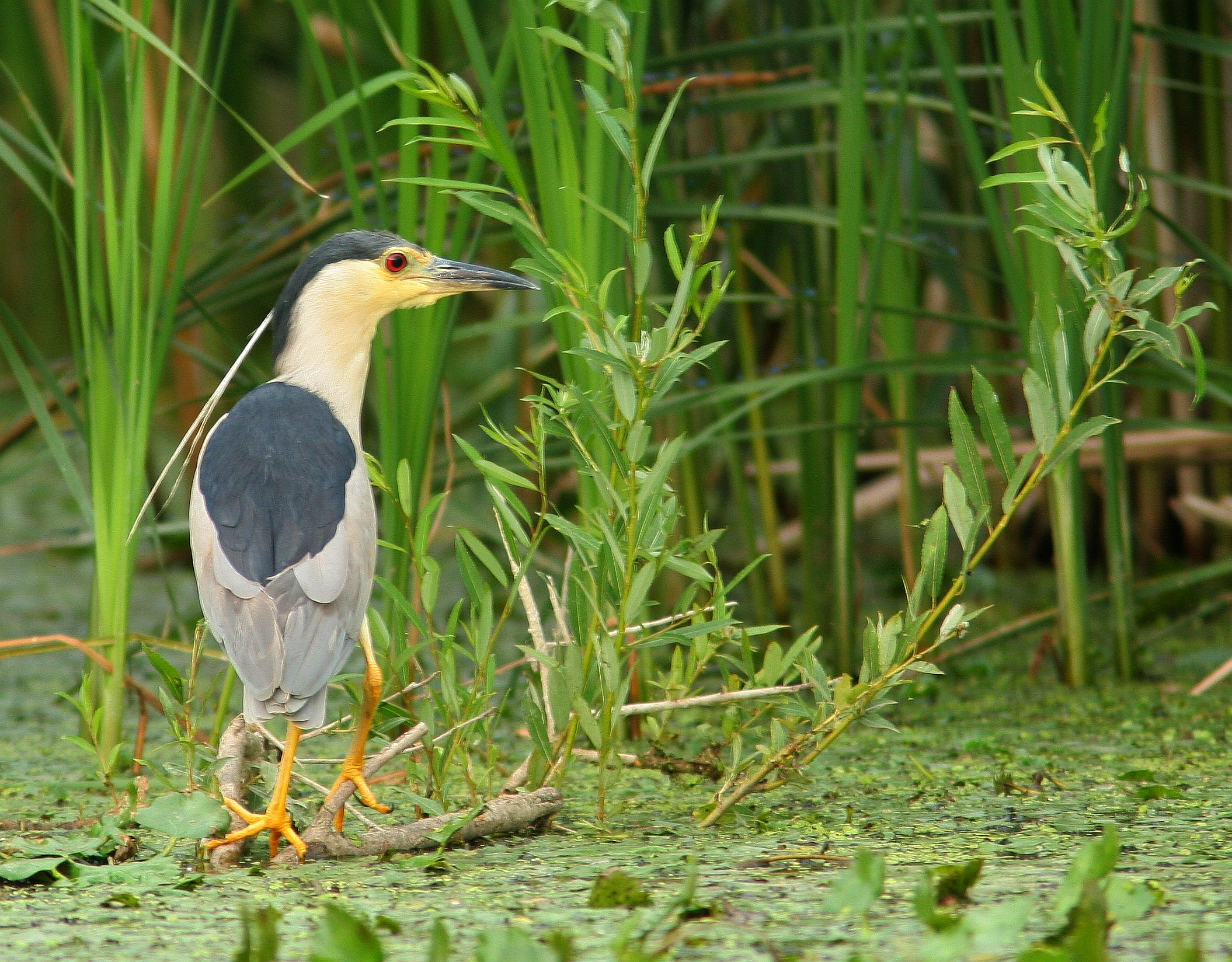
Stârc de noapte (Nycticorax nycticorax) în Deltă

Specii de păsări protejate semnalate în arealul sitului: lăcar-de-lac (Acrocephalus scirpaceus), pescăruș albastru (Alcedo atthis), rață pestriță (Anas strepera), rață fluierătoare (Anas penelope), rață mare (Anas platyrhynchos), gârliță mare (Anser albifrons), fâsă de câmp (Anthus campestris), stârc cenușiu (Ardea cinerea), stârc galben (Ardeola ralloides), rață-cu-cap-castaniu (Aythya ferina), rața moțată (Aythya fuligula), rață roșie (Aythya nyroca), gâsca cu piept roșu (Branta ruficollis), barză albă (Ciconia ciconia), prundăraș de sărătură (Charadrius alexandrinus), chirighiță neagră (Chlidonias niger), erete vânăt (Circus cyaneus), porumbel gulerat (Columba palumbus), lebădă de iarnă (Cygnus cygnus), lebădă de vară (Cygnus olor), egretă mică (Egretta garzetta), egretă albă (Egretta alba), vânturel de seară (Falco vespertinus), șoim de tundră (Falco rusticolus), vânturel roșu (Falco tinnunculus), lișiță (Fulica atra), găinușă de baltă (Gallinula Chloropus), cufundar polar (Gavia arctica), pescărița râzătoare (Gelochelidon nilotica), stârc pitic (Ixobrychus minutus), sfrâncioc roșiatic (Lanius collurio), sfrânciocul cu frunte neagră (Lanius minor), pescăruș argintiu (Larus cachinnans), pescăruș râzător (Larus ridibundus), ciocârlie de bărăgan (Melanocorypha calandra), codobatura albă (Motacilla alba), stârc de noapte (Nycticorax nycticorax), pietrar negru (Oenanthe pleschanka), rață cu cap alb (Oxyura leucocephala), vultur pescar (Pandion haliaetus),  pelican creț (Pelecanus crispus), pelicanul comun (Pelecanus onocrotalus), cormoran-mare (Phalacrocorax carbo sinensis),  cormoran mic (Phalacrocorax pygmeus), lopătar (Platalea leucorodia), corcodel-mare (Podiceps cristatus), chiră de baltă (Sterna hirundo), chiră mică (Sterna albifrons), călifar alb (Tadorna tadorna) sau mierlă (Turdus merula).

## Căi de acces
- Drumul național DN2A pe ruta: Constanța - Palazu Mare - Ovidiu - Lumina - drumul județean DJ266 spre năvodari.

## Monumente și atracții turistice
În vecinătatea sitului se află câteva obiective de interes istoric, cultural și turistic; astfel:
- Situl arheologic "Capul Midia" de la Corbu (sec. I - IV p. Chr., Epoca romană, sec. V a. Chr. - sec. I p. Chr., Latène, Cultura greco - getică, sec. VI - V a. Chr., Hallstatt târziu, Epoca antică, Cultura greco - getică).
- Situl arheologic "Valea Vetrei" de la Corbu (sec. I - VI p. Chr., Epoca romană, sec. IV a. Chr. - sec. I p. Chr., Latène, Cultura greco - getică, sec. III - IV p. Chr., Epoca romană).
- Situl arheologic "Ghiaur - Chioi" de la Vadu (sec. XVI - XVIII, Epoca medievală,sec. VI - IV a. Chr., Cultura greco - getică).
- Situl arheologic "Bardalia" de la Vadu (sec. IV - VI p. Chr., Epoca romano- bizantină, sec. II - IV p. Chr., Epoca romană).
- Rezervațiile naturale: Corbu-Nuntași - Istria și Grindul Chituc.